# Cav1.1
Cav1.1 también conocido como canal de calcio-dependiente de voltaje tipo L, subunidad alfa 1-S (abreviado CAC1S), es una proteína de membrana de la familia de canales de calcio tipo L transportadora de calcio. En humanos está codificada por el gen CACNA1S. También se le denomina receptor de dihidropiridina (DHPR, llamado así debido a la acción de bloqueo que tiene DHP) y abreviado CACNL1A3.
Este gen codifica una de las cinco subunidades del canal de calcio dependiente de voltaje de tipo L que se inactiva lentamente en las células del músculo esquelético. Las mutaciones en este gen se han asociado con parálisis periódica hipopotasémica, parálisis periódica tirotóxica y susceptibilidad a la hipertermia maligna.

## Función
El Cav1.1 es un canal de calcio dependiente de voltaje que se encuentra en el túbulo transverso de los músculos. En el músculo esquelético se asocia con el receptor de rianodina RyR1 del retículo sarcoplasmático a través de un enlace mecánico. Es capaz de detectar cambios de voltaje causado por el potencial de la placa terminal de la estimulación nerviosa y propagado por los canales de sodio como potenciales de acción a los túbulos T. Anteriormente se pensaba que cuando el músculo se despolariza, el canal de calcio se abriría, permitiendo la entrada de calcio y activacón del RyR1, mediando así una liberación mucho mayor de calcio del retículo sarcoplásmico. Esta es la primera parte del proceso de acoplamiento excitación-contracción, que finalmente hace que el músculo se contraiga. No se requiere la entrada de calcio a través de Cav1.1 en el músculo esquelético, como sí lo es en el músculo cardíaco, donde Cav1.1 sufre un cambio conformacional que activa alostéricamente a RyR1.

## Implicación clínica
En la parálisis periódica hipopotasémica (por sus siglas en inglés, HOKPP), los sensores de voltaje en los dominios 2 y 4 del Cav1.1 se encuentran mutados (con pérdida de función), lo que reduce la disponibilidad del canal para detectar la despolarización de membrana y, por lo tanto, no puede activar el receptor de rianodina de manera tan eficiente. Como resultado, el músculo no puede contraerse muy bien y el paciente queda paralizado. La afección es hipopotasémica porque una baja concentración de iones de potasio extracelular hará que el músculo se repolarice más rápidamente al potencial de reposo, por lo que cualquier conductancia de calcio que ocurra no puede mantenerse. Se vuelve más difícil alcanzar el umbral en el que el músculo puede contraerse, e incluso si se alcanza, el músculo es más propenso a relajarse. Debido a esto, la gravedad se reduciría si se mantuvieran las concentraciones de iones de potasio. Por el contrario, la parálisis periódica hiperpotasémica se refiere a mutaciones de ganancia de función en los canales de sodio que mantienen la despolarización muscular y, por lo tanto, se ven agravadas por concentraciones altas de iones de potasio.
El Cav1.1 es bloqueado por la dihidropiridina.